# Cadillac Place

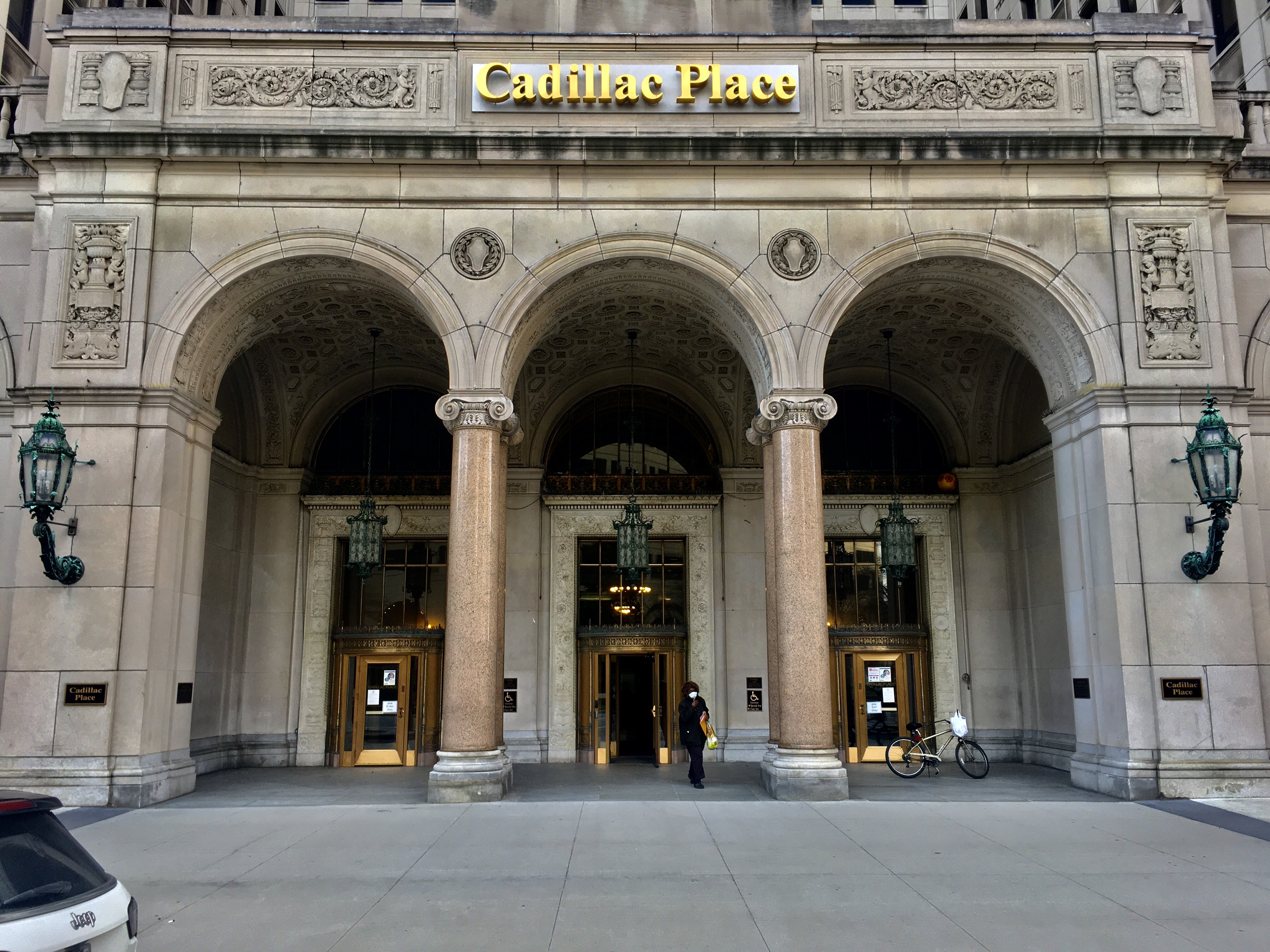
De entrée

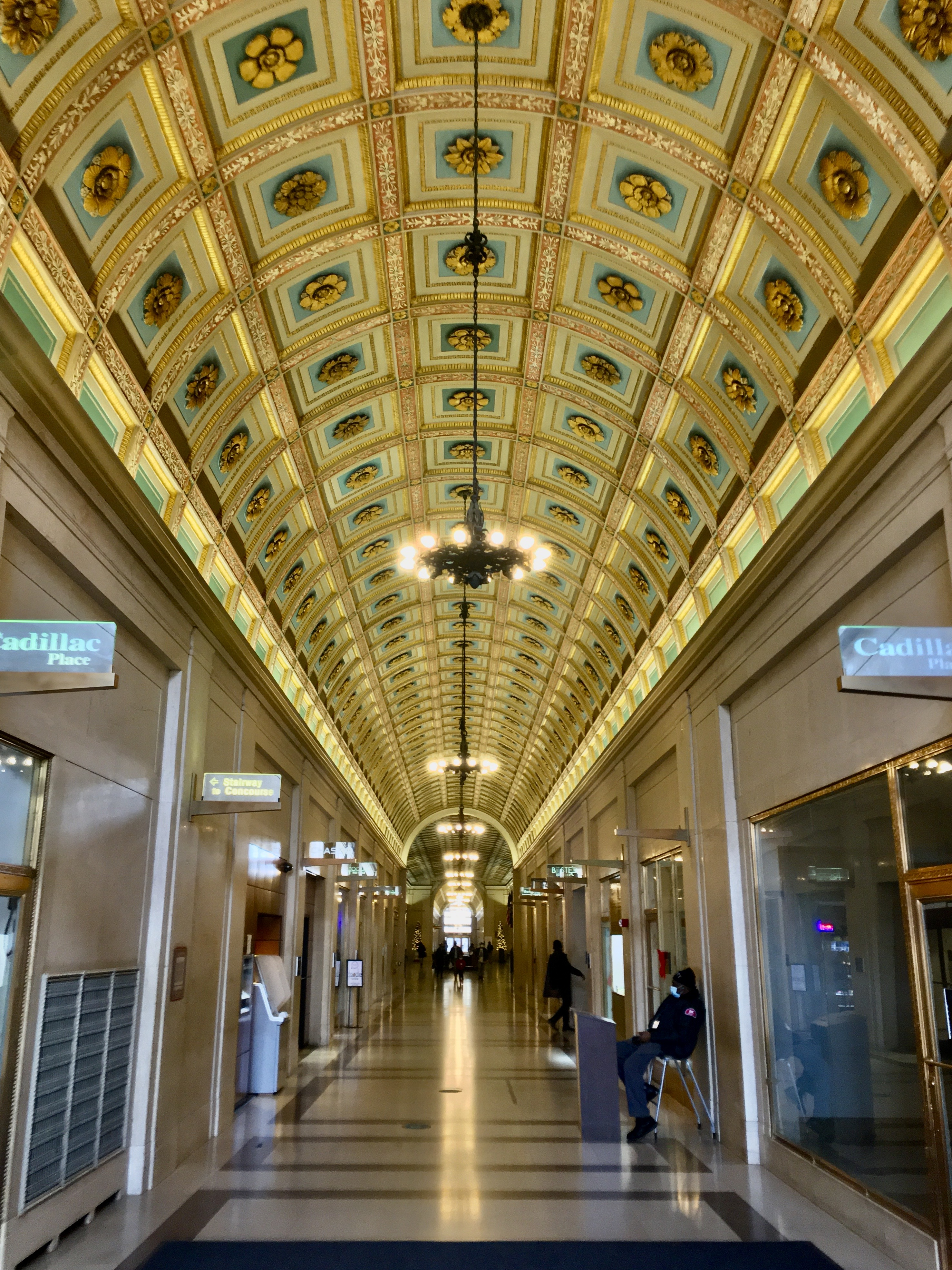
Interieur

Cadillac Place, voorheen bekend als het General Motors Building, is een opvallend kantorencomplex gelegen aan 3044 West Grand Boulevard in het centrum van de Amerikaanse stad Detroit. Het is een ontwerp van Albert Kahn in opdracht van General Motors. De officiële opening was in 1923 en het gebouw is nog altijd in gebruik. Het is aangewezen als National Historic Landmark.

## Gebruik
In 1919 stemde William Durant (1861-1947) in met de bouw van een hoofdkantoor in Detroit voor het bedrijf dat hij in 1908 had opgericht. Het bedrijf kocht toen een terrein in het stadscentrum en na de sloop van de bestaande bebouwing kon de bouw beginnen. Albert Kahn werd ingehuurd als architect om het grote gebouw met meerdere vleugels te ontwerpen. Eenmaal gereed was het een van de grootste kantoorgebouwen in het land.
De eerste steen werd gelegd op 2 juni 1919 en het gebouw werd voltooid in 1922. De opening was in 1923. Het gebouw zou oorspronkelijk naar Durant worden vernoemd, zijn beginletter "D" was al op diverse plaatsen aangebracht, en is nog altijd zichtbaar. In 1921 werd Durant afgezet als bestuursvoorzitter en werd de naam General Motors Building. Van 1923 tot 2001 was hier het hoofdkantoor van General Motors gevestigd.
In 2001 werd de verhuizing van General Motors afgerond naar een nieuwe locatie, het Renaissance Center aan de Detroit rivier. In 1999 was het gebouw al overgedragen aan New Center Development. Deze ontwikkelaar begon met een renovatie en diverse aanpassingen volgden voor een nieuwe bestemming. Toen het renovatieproject was voltooid, werd de naam gewijzigd in Cadillac Place. In het gebouw zijn nu diverse overheidsinstanties van Michigan gevestigd. In 2011 kocht de Michigan Economic Development Corporation, in handen van de staat Michigan, het gebouw.

## Architectuur
Het gebouw is een ontwerp van Albert Kahn. Het is maximaal 15 verdiepingen en 67 meter hoog. Er is een centraal gebouw met links en rechts vier vleugels. Dit centrale deel telt 15 verdiepingen en tussen de vleugels ligt laagbouw met twee verdiepingen. Kahn heeft zijn ontwerp zo gemaakt dat zonlicht en natuurlijke ventilatie alle kantoren in het gebouw kon bereiken. 
De gevel is bekleed met kalksteen en wordt bekroond door een Korinthische zuilengalerij van twee verdiepingen. De basis van het gebouw is omgeven door een gewelfde colonnade die wordt ondersteund door Ionische zuilen. De ingang bevindt zich in een loggia achter drie bogen van de gevel aan de Grand Boulevard. Het kruist de arcade, met een cassetteplafond, om een grote liftlobby te vormen.
Toen de Fisher Building in 1927 aan de overkant van Grand Boulevard werd gebouwd, werden de twee gebouwen verbonden met een ondergrondse voetgangerstunnel.
Op 2 juni 1978 werd het aangewezen als National Historic Landmark mede vanwege de neoklassieke architectuur.
Tussen 2000 en 2002 werd het gebouw grondig gerenoveerd. Albert Kahn and Associates, het oorspronkelijke architectenbureau, leidde de herontwikkeling.